# Пасая
Пасая, Пасахес (баск. Pasaia (офіційна назва), ісп. Pasajes) — муніципалітет в Іспанії, у складі автономної спільноти Країна Басків, у провінції Гіпускоа. Населення — 15 990 осіб (2009).
Муніципалітет розташований на відстані близько 360 км на північний схід від Мадрида, 5 км на схід від Сан-Себастьяна.
На території муніципалітету розташовані такі населені пункти: (дані про населення за 2009 рік)
- Пасай-Анчо: 4656 осіб
- Пасай-Сан-Педро: 2914 осіб
- Пасай-Донібане: 2400 осіб
- Пасай-Трінчерпе: 6020 осіб

## Демографія
Динаміка населення (INE ):

## Галерея зображень

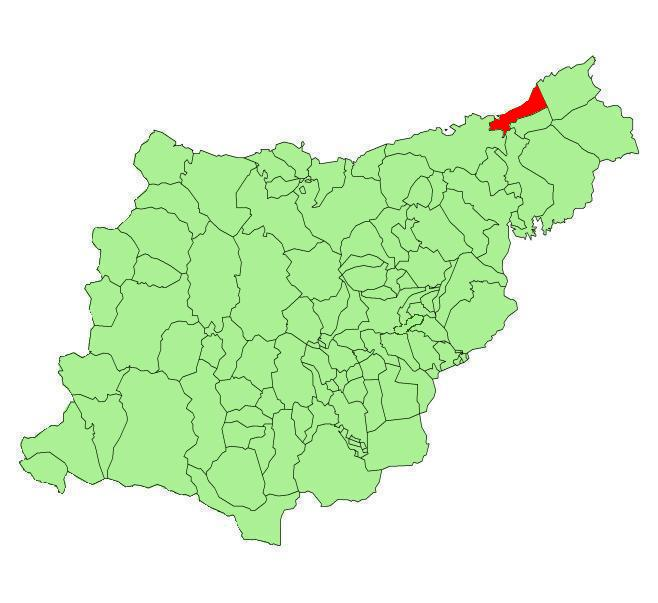
Розташування муніципалітету
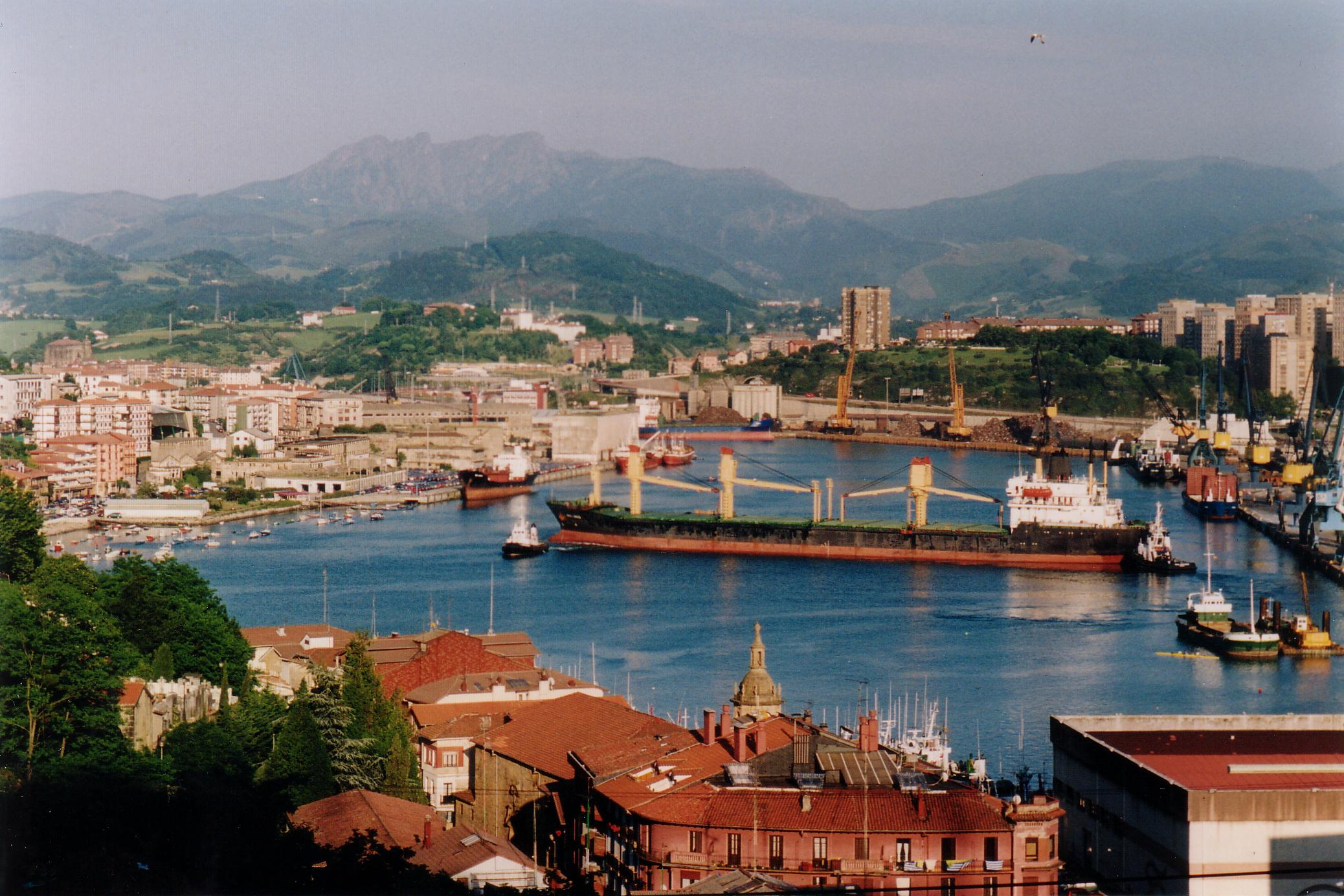
Порт Пасаї